# Parafia św. Innocentego w Adaku
Parafia św. Innocentego w Adaku – prawosławna parafia w mieście Adak. Jedna z 10 parafii tworzących dekanat misyjny Anchorage diecezji Alaski Kościoła Prawosławnego w Ameryce.